# Pseudotorinia architae
Pseudotorinia architae är en snäckart som först beskrevs av O.G. Costa 1841.  Pseudotorinia architae ingår i släktet Pseudotorinia och familjen Architectonicidae. Inga underarter finns listade i Catalogue of Life.